# Vicoin
Vicoin – rzeka we Francji, przepływająca przez teren departamentu Mayenne, o długości 46,7 km. Stanowi prawy dopływ rzeki Mayenne.